# Ахматхузін Артур Камільович
Артур Камільович Ахматхузін (рос. Артур Камилевич Ахматхузин; нар. 21 травня 1988 року, Новий Актанишбаш Краснокамський район, СРСР) — російський фехтувальник (рапіра), олімпійський чемпіон 2016 року в командній рапірі, чемпіон Європи, призер чемпіонатів світу та Європи.

## Виступи на Олімпіадах
| Олімпіада   | Дисципліна           | Місце |
| ----------- | -------------------- | ----- |
| Лондон 2012 | індивідуальна рапіра | 9     |
| Лондон 2012 | командна рапіра      | 5     |
| Ріо 2016    | індивідуальна рапіра | 9     |
| Ріо 2016    | командна рапіра      | 1     |